# それいけ!実験クイズ
『それいけ!実験クイズ』（それいけ じっけんクイズ）は、1980年1月7日から同年3月24日までフジテレビ系列局で放送されていたフジテレビ製作のクイズ番組である。全12回。放送時間は毎週月曜 19:00 - 19:30 （日本標準時）。

## 概要
それぞれ5人のメンバーで構成された一般からの参加者チームと芸能人チームが出場し、さまざまな珍実験の結果がどうなるのかを解答していた視聴者参加型番組。一般チームにはあらかじめ100万円を与えておき、クイズのたびにチームリーダーの持つチケットの分だけ持ち金を賭けさせて答えられないと持ち金を減らすという、他にあまりないルールを採用していた。

## 出演者
- 司会：宍戸錠
- 出題ナレーター：志生野温夫
- 芸能人チームのレギュラー解答者：小林亜星、神保美喜、小倉一郎、斎藤こず恵

芸能人チームはこの4人に、ゲスト1人を加えた計5人で構成。

## ルール
まず、一般チームに持ち金100万円が与えられ、さらにチームリーダーにチケットが渡される。チケットの構成は次の通り。
|      | 30万 | 20万 | 10万 |
| ---- | ---- | ---- | ---- |
| 前期 | 1枚  | 2枚  | 3枚  |
| 後期 | 1枚  | 3枚  | 1枚  |

出題数は、前期には6問、後期には5問。まず始まる前に、一般チームのリーダーはチケットの中から1枚選んで出し、その金額が賭け金となる。実験を行ったVTRが流され、全解答者はその結果がどうなるかを予想して、モニターに書く。終わったら解答を発表し、そして一般チームのリーダーは自身のものを含む5つの解答のうち、これが正解だと思うものを1つ選んで一般チームの解答とする。一方の芸能人チームは、全員の答えが有効となる。そして正解が発表され、一般チームの解答が正解なら、芸能人チームに正解があっても持ち金はキープ。逆に不正解だと、自チームの他に正解があっても掛け金は没収された。そして芸能人チームに正解があったときには、没収された金額を正解者で頭割りした。
ただし、頭割りと言ってもその金額はトップ予想者の賞品の対象となるため、没収金を貰えるわけではなかった。また正解者が3人いた場合、「30万」のときには1人頭10万円となるが、「10万」のときには1人頭33,333円となって1円切り捨て、「20万」のときには66,666円となって2円切り捨てられた。「一般挑戦者チームが不正解」と「芸能人チーム全員不正解」で胴元（番組側）に持っていかれてしまうケースも発生した。
第3問は毎回恒例の「外国人クイズ」。これは、日本語をあまり流暢に話せない在日外国人4人に日本特有の音をウォークマンで聞かせてその言葉を口にしてもらい、何と言っているのかを解答者が当てるクイズ。賭けや解答などは通常と同じ。また、後期にも「外国人クイズ」はもう1問あったが、「二人羽織でざるそばを早く食べ終わるのはどこのチームか？」などの実験とは無関係の問題も出された。賭けや解答などは通常と同じ。
全問終わったところで、一般チームは残金が賞金となる。また芸能人チームで最も取り金を貯めた解答者は、予想的中した葉書の中から抽選で1枚選び、その的中者に取り金と同額の賞品が与えられた。
賞金表示は、司会者席後方に反転フラップ式で棒グラフのように10万円単位で表示するものと、一般チームのリーダー席と芸能人チームの各解答者席に電光表示するものがあった。

## 実験内容
- 高崎観音用に作られたマスクは、畳何畳分？
- 割り箸何本あれば、蒸気機関車は動ける？
- つり革はどれくらいの重さに耐えられる？
- ブタに風船をいくつ付ければ浮き上がる？（「ブタもおだてりゃ木に登る」から流用）
- パンティストッキングはどれくらいの重さに耐えられる？
- ダチョウの卵で作った目玉焼きは、鶏卵製目玉焼きの何個分？
- 俵1俵分のもち米で、「せんべい布団」ならぬ「布団大のせんべい」は何枚作れる？
- ゾウの胴体にピッタリに作った腹巻に、子供100人のうち何人入れるか？
- 「猫舌」というが、本当のネコはどれくらい熱い食べ物が食えるのか？
- 産経新聞1日分の活字はどれくらい？

など、「近似値問題」と「n者択一問題」とに分かれていた。

## 備考
- 司会の宍戸錠は、本番組を「史上初の100万円減額方式」と説明していたがこれは間違いで、TBSが1971年から1972年まで『ベルトクイズQ&Q』で行っていた「ミリオンステージ」が初である。この時の「ミリオンステージ」は、まず100万円を与えて3問の問題に挑戦し、外れるたびに30万円 → 5万円 → 0となっていく方式だった。また、宍戸は冒頭に「この番組は何が何でも100万円欲しい人しか出場する資格がありません」と宣言し、出場チームに「なぜ100万円が欲しいのか」を聞いていた。解答者に賞金の使い道を言わせるクイズ番組は、同じくフジテレビの『クイズ$ミリオネア』やTBSの『全国縦断!クイズあのねのね』『クイズ悪魔のささやき』がある。
- ルールが芸能人チームに有利なためか、100万円獲得チームは1チームも出ず、最高は90万円だった。最終回では「パーフェクト」目前に迫ったものの、80万円獲得で終了した。なお、最高賞金100万円が1回も出なかったクイズ番組は、1974年にNET系列局で放送されていた『東リクイズ・イエス・ノー』（毎日放送製作）の前期以来で、全12回通して出なかったのは史上初。
  - 一方で、0円になるチームも出なかった。最低額は20万円獲得であり、あわや「全問不正解」で終了しかけた。
  - 逆に、女子野球チーム「オリーブライオンズ」が出場した回では、このチームが50万円獲得したのに対し、芸能人チームは50万円没収分の問題を誰1人答えられず、最終的に全員の取り金が0となり、番組史上唯一視聴者予想が的中しない事態となった。エンディングで芸能人チーム全員がカメラの方を向き、「ごめんなさーい」と謝罪した。
- 本番組のルールは後年のクイズ番組に流用されることはほとんどなかったが、実験クイズは日本テレビの『おもしろ博士クイズ』で、外国人クイズは日本テレビの『クイズ世界はSHOW by ショーバイ!!』で使われることになる。

| フジテレビ系列 月曜19:00枠                                        | フジテレビ系列 月曜19:00枠                           | フジテレビ系列 月曜19:00枠                    |
| 前番組                                                            | 番組名                                               | 次番組                                        |
| ----------------------------------------------------------------- | ---------------------------------------------------- | --------------------------------------------- |
| メガロマン ↓ 炎の超人メガロマン （1979年5月7日 - 1979年12月24日） | それいけ!実験クイズ （1980年1月7日 - 1980年3月24日） | 釣りキチ三平 （1980年4月7日 - 1982年6月28日） |